# Carlo Pesenti
Carlo Pesenti (Alzano Lombardo, 1907 – Montréal, 20 settembre 1984) è stato un imprenditore, editore e ingegnere italiano, dal 1946 fino alla morte amministratore del gruppo Italcementi e di tutte le società e banche ad esso collegate; maggiore azionista delle testate la Notte e il Giornale di Bergamo fu, negli anni sessanta del XX secolo, anche proprietario della casa automobilistica Lancia.

## Biografia
Nativo di Alzano Lombardo, nel bergamasco, Pesenti proveniva da una famiglia di industriali di solida fede cattolica e la cui attività affondava le radici nell'Italia post-unitaria: l'Italcementi, da lui di fatto ereditata nel 1946, infatti, era stata fondata da suo zio Antonio alla fine del secolo precedente. Agli inizi dell'Ottocento Carlo Antonio Pesenti (1826-1868) avvia una piccola fabbrica di carta e una segheria in Alzano Lombardo. Nel 1877 i figli Carlo (1853-1911), Pietro (1854-1920), Luigi (1857-1911), Cesare (1860-1933), Daniele (1861-1911) e Augusto (1865-1918) convertono l'attività della ditta alla produzione di agglomeranti idraulici, con il nome di Fratelli Pesenti fu Antonio. In seguito alla scoperta nella zona del Bergamasco, all'inizio degli anni novanta dell'Ottocento, di marne adatte alla produzione del cemento Portland, il perimetro delle attività aziendali viene allargato fino a includere la fabbricazione del cemento bianco. Nel 1906, dopo l'acquisizione della concorrente Società bergamasca per la fabbricazione del cemento e della calce idraulica, nasce la Società Italiana dei cementi e delle calci idrauliche, che sotto la guida di Antonio Pesenti (1880-1967), figlio di Luigi, arriva a coprire il 15% del mercato nazionale del cemento alle soglie della prima guerra mondiale. Nel 1925 l'impresa, operante in Italia con oltre trenta unità produttive, viene quotata presso la Borsa valori e nel 1927 cambia la sua denominazione sociale in Italcementi, arrivando a conquistare negli anni seguenti la leadership nazionale nel settore cementizio italiano, con una quota di mercato pari ad oltre il 35% del totale.
Carlo Pesenti compì gli studi superiori a Moncalieri presso il Reale Collegio Carlo Alberto e, successivamente, quelli universitari al Politecnico di Milano laureandosi in Ingegneria meccanica nel 1932.
L'aneddotica su Pesenti relativa agli anni della sua gioventù è vasta e il giornalismo specializzato tende a valutarla con estremo scetticismo in quanto basata su confidenze delle persone appartenenti alla sua cerchia di conoscenze; secondo le più accreditate di tali voci Pesenti, all'epoca giovane dirigente ancora non impegnato in ruoli decisionali nell'azienda di famiglia, si oppose nel 1939 al licenziamento di un ragioniere alle sue dipendenze (e che in seguito sarebbe diventato uno dei suoi più fidati collaboratori), richiestogli dal federale del Partito Nazionale Fascista di Bergamo perché costui non era iscritto al partito; a tale rifiuto fece seguito una detenzione di due giorni; ancora, voci sorsero sul suo coinvolgimento nell'uccisione di un federale della bergamasca, che ne fecero oggetto di indagini e gli valsero altri cinque giorni di detenzione.
Indipendentemente dall'origine e dalla veridicità di tali aneddoti, lo stesso Pesenti pubblicò sempre scarsissime notizie su di sé limitandosi a scarni riassunti dell'attività professionale: di sé stesso Pesenti disse di essere entrato nell'azienda di famiglia nel 1934 con vari incarichi impiegatizi e dirigenziali fino al 1942, anno in cui giunse la nomina a direttore generale; raccontava inoltre il citato episodio del carcere e il suo allontanamento dalla società nel 1942 a seguito dell'insediamento nella stessa di un commissario, e il rientro nel 1946 di nuovo come direttore generale; terminata la guerra e iniziata la transizione dalla dittatura alla democrazia, comunque, è acclarato che la detenzione a opera della polizia fascista fu un elemento che in tale fase politica del Paese gli fu favorevole.
Suo zio Antonio, infatti, già intimo di Mussolini e da questi beneficiato da commesse cementifere nelle colonie dell'Africa Orientale Italiana nonché avvantaggiatosi negli affari dalla vicinanza con i gerarchi, era ormai troppo compromesso con il fascismo: dovette quindi lasciare l'Italcementi che passò nelle mani di Carlo, scelta vista come appropriata in ragione degli episodi che lo descrivevano quantomeno come non connivente con il passato regime.

### Italcementi

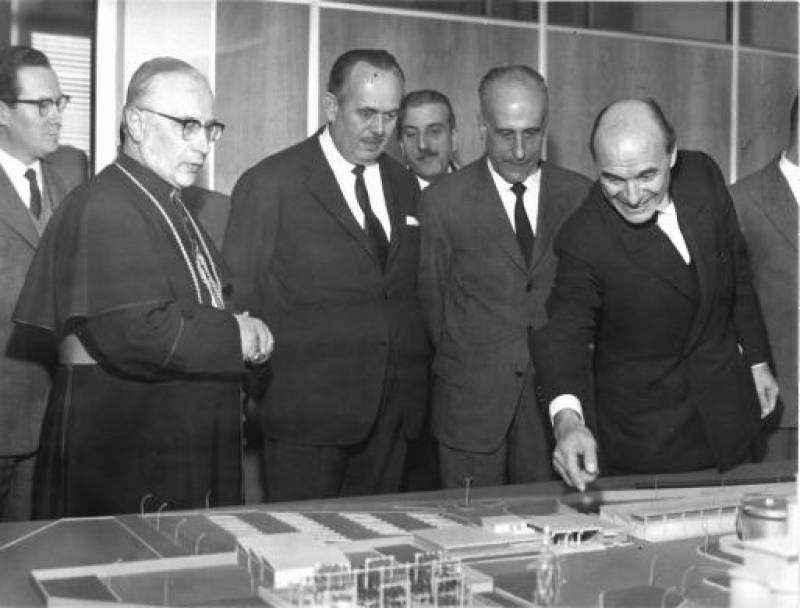
Pesenti illustra degli impianti ad amministratori e a un arcivescovo, anni cinquanta

Nell'Italia del dopoguerra un'azienda come Italcementi, nel frattempo assurta a realtà di livello nazionale, era considerata strategica in ragione delle esigenze di ricostruzione postbellica: in effetti Pesenti aveva fatto proprio il principio, insegnatogli dallo zio Antonio, durante il fascismo direttore del Banco di Roma, che in fase di ricostruzione sarebbe stato necessario spendere molto denaro e quindi affrontare una progressiva svalutazione monetaria, la quale rendeva vantaggioso affrontare investimenti pesanti prendendo denaro a prestito piuttosto che impiegarne di proprio, in ragione del fatto che la svalutazione avrebbe abbattuto drasticamente anche l'ammontare dei debiti.
Un'altra cosa che si premurò di fare al più presto fu quella di acquisire partecipazioni bancarie per poi subentrare nella proprietà delle stesse banche, al fine di avere istituti tramite i quali ottenere denaro: grazie alle sue conoscenze nella curia di Bergamo entrò in possesso della Banca Provinciale Lombarda, istituto vicino al mondo cattolico istituzionale.
Dal 1946, inoltre, era attiva un'altra finanziaria, la Italmobiliare, posseduta al 100% da Italcementi e facente funzioni di cassaforte di tutto il gruppo industriale di Pesenti, anche se l'esatta consistenza delle attività in portafoglio di tale società fu resa nota solo verso la fine degli anni settanta quando ne fu sostanzialmente ribaltata la struttura azionaria e da controllata divenne controllante del gruppo Italcementi.
Grazie anche al fatto che nel decennio degli anni cinquanta le attività del suo gruppo avevano conosciuto un significativo incremento, tanto da farlo diventare il cementiere più grande d'Europa, superando anche la francese Lafarge, e capace di controllare circa metà del mercato italiano del calcestruzzo, con la liquidità ottenuta entrò anche nel ramo assicurativo acquistando la Riunione Adriatica di Sicurtà su invito di alcuni partner industriali che fecero appello alla comune vicinanza con la Democrazia Cristiana di Giulio Andreotti ed Emilio Colombo, timorosi del rischio di una scalata da parte di alcuni industriali tessili del Biellese che stavano impiegando nelle azioni della RAS il grosso guadagno ottenuto grazie alle forniture militari degli ausiliari sanitari durante la guerra di Corea.
Tra le altre importanti acquisizioni del periodo figurano la Franco Tosi Meccanica, una grossa partecipazione nella siderurgica Falck, il Giornale di Bergamo (mentre del 1952 fu la fondazione del quotidiano milanese la Notte, per contrapporsi, da posizioni di destra ma con una formula popolare, al Corriere d'Informazione della famiglia Crespi), che valsero a Pesenti l'appellativo di «Carletto pigliatutto», conferitogli sulle colonne del Mondo dal giornalista radicale Ernesto Rossi, critico dei suoi metodi finanziari definiti spregiudicati e delle sue frequentazioni con ambienti politici di estrema destra in chiave anticomunista e antisindacale.

### L'esperienza da imprenditore automobilistico
Pesenti era noto per condurre vita riservata e non ostentare lussi; gli si conoscevano due sole importanti passioni, quella per le banche (soprattutto legata al desiderio di avere sempre a disposizione fonti di liquidità) e quella per le automobili di marca.
Riuscì a soddisfare quest'ultimo interesse a metà degli anni cinquanta quando venne a sapere che gli eredi di Vincenzo Lancia avevano intenzione di vendere la casa automobilistica da questi fondata.
Gianni, l'allora amministratore delegato della società e figlio di Vincenzo, era tra l'altro in debito con la Italcementi che aveva collaborato alla costruzione del Grattacielo Lancia di Torino.
Per circa 10 miliardi di lire dell'epoca, quindi, a giugno 1956 Pesenti acquistò la Lancia la quale, tuttavia, non entrò nel gruppo Italcementi: Pesenti la tenne scorporata dalle altre attività e la detenne a titolo personale; nel 1958 assunse anche la vicepresidenza dell'azienda.

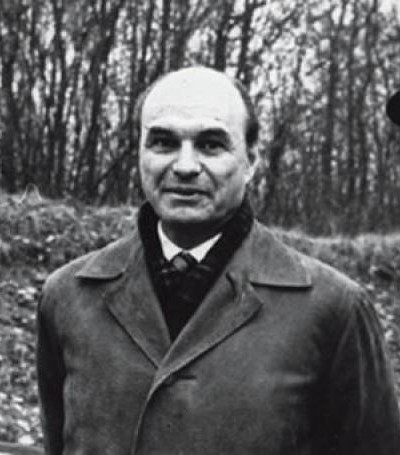
Carlo Pesenti nel 1958

Tra i primi atti come proprietario della casa automobilistica, come raccontò in seguito egli stesso, Pesenti andò a colloquio con Vittorio Valletta, all'epoca presidente della maggiore azienda italiana del settore, la FIAT, concittadina della Lancia, per concordare un accordo tra gentiluomini di non belligeranza sugli stessi segmenti di mercato: secondo Pesenti, Valletta avrebbe confermato di non intendere costruire autoveicoli di cilindrata sopra i 1 100 cc mentre invece lo stesso Pesenti si sarebbe impegnato a non costruirne sotto tale cilindrata.
In seguito la Fiat, spinta dalle esigenze dal mercato, disattese tale impegno producendo le 1300 e 1500 e successivamente le 1800 e le 2300, decisione della quale Pesenti affermò, ne fosse stato edotto, che "gli avrebbe evitato di costruire lo stabilimento di Chivasso."
Indipendentemente dai rapporti con la Fiat, la Lancia di Pesenti ebbe buone intuizioni industriali e tecnologiche ma non abbastanza incisive e tempestive per invertire la crisi che nel dopoguerra aveva portato tale azienda a perdere quote di mercato e a essere sorpassata dall'Alfa Romeo come secondo produttore italiano: innanzitutto per lungo tempo la Lancia subì la volubilità di Antonio Fessia, l'ingegnere che era a capo della progettazione delle autovetture e che mal si accordava con le esigenze gestionali di Aldo Panigadi, amministratore delegato della Lancia e fiduciario di Pesenti in alcune società del gruppo Italcementi: Fessia ritardò lo sviluppo dell'Aurelia GT consegnando alle prove una vettura più pesante del previsto di un quintale e con i freni da ridisegnare, facendo perdere all'azienda quasi un anno tra i primi ordini e le consegne; Pesenti fu sordo alle rimostranze di Panigadi che non trovò altra soluzione che dimettersi.
Il nuovo amministratore delegato, Eraldo Fidanza, entrato in carica nel 1958, razionalizzò la produzione, centralizzando quella di lamiere e scocche; ridusse il personale dell'azienda di 1 548 unità entro la fine del 1958 e suddivise le competenze, destinando Torino alla produzione delle autovetture e lo stabilimento di Bolzano a quella dei veicoli industriali, ma anch'egli incorse nelle resistenze di Fessia al momento in cui propose nel nuovo modello organizzativo un reparto post-produzione addetto al controllo di qualità, che a detta di Fessia pretendeva di ridurre i costi di produzione a scapito della bontà del prodotto.
Molto probabilmente Pesenti tenne più in considerazione l'aspetto tradizionalista e tutto sommato artigianale dell'azienda rispetto a quello che Fidanza voleva imporre, tanto che quando quest'ultimo rassegnò nel 1960 le dimissioni Pesenti le accettò e sostituì Fidanza con Massimo Spada alla presidenza e Guido Calbiani alla direzione generale, entrambi uomini di sua conoscenza.
Ciononostante parte delle misure adottate da Fidanza, e messe in atto dalla nuova dirigenza, parvero invertire il trend negativo della Lancia: già partita la Flavia sotto la gestione Fidanza, fu presentata la Fulvia 1100 nel 1963 e, alla fine dell'anno, il fatturato fu di 72 miliardi di lire, in aumento sull'esercizio precedente.
Il problema della Lancia, comunque, non era tecnico ma commerciale: il mercato giudicava valide le autovetture prodotte, ma ne giudicava troppo alto il rapporto peso/potenza; altre congiunture non giocarono a favore della Lancia, azienda troppo di nicchia e ancora non produttrice su grande scala per fare fronte a periodi di scarso successo commerciale.
Innanzitutto la crisi dell'auto del 1964 fece crollare il fatturato a meno di 50 miliardi, con una perdita secca di più di 22 miliardi rispetto al 1963, poco meno del 33%; a seguire, la mancata chiarezza su una gara d'appalto NATO, cui la Lancia partecipò, che prevedeva la fornitura di un mezzo pesante da 5 tonnellate che potesse anche affrontare la marcia fuori dal percorso stradale: la Lancia investì quasi tre miliardi nella preparazione di tre prototipi che resero circa 30 milioni l'uno; tuttavia, invece di vedersi assegnare l'intera fornitura di 2 400 veicoli in gara, alla Lancia ne furono commissionati circa 500, cifra che avrebbe potuto permettere di rientrare dell'investimento di progettazione, ma la sporadicità con cui i mezzi furono commissionati — a gruppi di non più cinque o sei alla volta — non permise una pianificazione di scala con ottimizzazione dei costi di produzione.
Dopo il 1964 il mercato si orientò più verso le piccole cilindrate e Pesenti di fatto non finanziò più alcun debito societario tramite le banche, le quali accettarono soltanto di finanziare la produzione tramite crediti legati ai certificati d'origine degli autoveicoli concessi come pegno.
Ancora, nel 1965, una nuova congiuntura politica sfavorevole impedì il risollevamento delle sorti dell'azienda: ricevuta dal governo indonesiano una commessa per la fornitura di 5 000 veicoli (3 000 camion e furgoni e 2 000 vetture, quasi equamente divise tra Fulvia e Flavia), la Lancia aveva firmato un accordo che avrebbe portato 17 miliardi nelle casse; ma un colpo di Stato che nell'ottobre di quell'anno depose il presidente Sukarno ritardò e, successivamente, annullò tale accordo lasciando l'azienda in una crisi che ormai si avviava a essere irreversibile e che fu il preludio all'uscita, a posteriori definitiva, di Pesenti dall'avventura nell'imprenditoria motoristica.

### Il tentativo di scalata di Michele Sindona
Quella nel settore motoristico, come detto, fu un'avventura imprenditoriale dettata solo dalla passione di Pesenti per le automobili, ma nel suo ramo imprenditoriale primario, quello del cemento e del credito, Pesenti aveva fatto importanti acquisizioni e accresciuto il patrimonio del suo gruppo, pur se sempre appoggiato dal potere politico democristiano: quando il senatore Teresio Guglielmone (noto ai più per essere stato presidente del Torino) nel 1959 morì lasciò la guida di otto istituti bancari, due terzi dei cui depositi, a seguito di indagini amministrative della Banca d'Italia, fu appurato che si erano dissolti per attività non documentate.
In effetti le otto banche fondate o guidate da Guglielmone erano state utilizzate dalla Democrazia Cristiana essenzialmente come fondo nero e la Banca d'Italia espresse preoccupazione per l'eventualità di un grave scandalo in caso di massicce richieste di restituzione dei depositi da parte dei correntisti. Pesenti fu uno dei primi industriali del Dopoguerra a intrattenere rapporti col Vaticano.

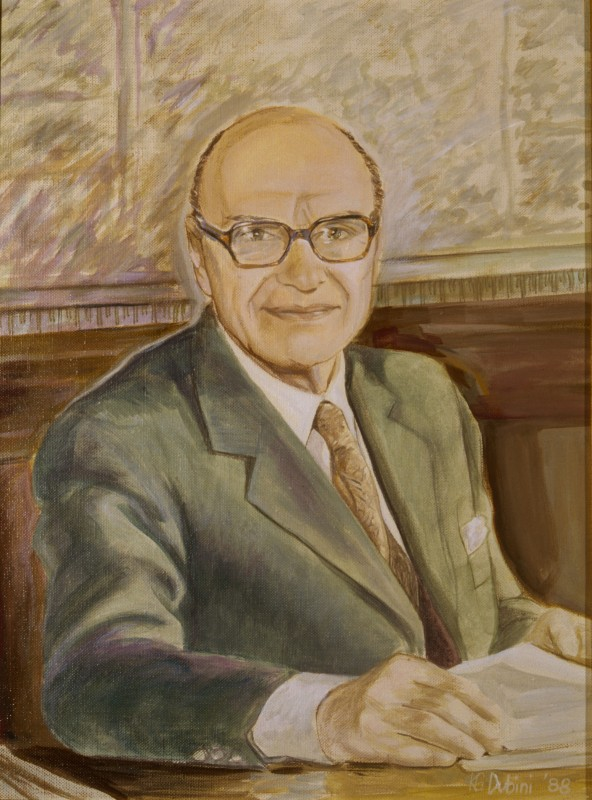
Ritratto postumo di Pesenti (1988) di Kriss Guenzati Dubini

Pesenti si offrì quindi, nel 1967, di ristrutturare le otto banche, ma chiese alla Banca d'Italia di poter fonderle in un unico istituto e di espandere gli sportelli complessivi, nonché di avere un prestito di venti miliardi di lire per risanare la situazione e riavviare il giro d'affari; tutte le sue richieste furono accontentate anche perché sia la Banca d'Italia che la Democrazia Cristiana temevano contraccolpi giornalistici e giudiziari dalla scoperta di tali ammanchi.
In ragione di tale salvataggio, Pesenti non mancò di far presente al potere politico di essere lui la parte in credito e di attendersi quindi di essere ricambiato qualora se ne fosse ravvisata la necessità.
Nacque così l'Istituto Bancario Italiano, con sede a Milano, che divenne presto la seconda banca privata italiana per raccolta depositi.
Nel 1969 tuttavia Pesenti dovette fronteggiare un tentativo di scalata da parte di Michele Sindona, all'epoca avvocato cinquantenne con aspirazioni di ingresso nella grande finanza: questi, con i fondi della banca britannica Hambros (oggi sottodivisione della francese Société générale), rastrellò azioni dell'Italcementi con lo scopo di garantirsi il controllo dell'Italmobiliare e, tramite questa, impadronirsi della RAS e delle banche del gruppo, lasciando a Pesenti soltanto le attività industriali.
L'acquisizione delle banche del gruppo di Pesenti era, per Sindona e Hambros, soltanto l'inizio di una scalata che prevedeva nell'ordine la Centrale, la Bastogi e, a seguire, la Banca Nazionale dell'Agricoltura, ovvero una concentrazione di capitali che avrebbe potuto sovvertire la finanza italiana in modo probabilmente irreversibile.
Pesenti, saputo dallo stesso Sindona che quest'ultimo aveva acquisito il controllo di Italcementi (o più verosimilmente, secondo Giuseppe Turani, una rilevante quota sufficiente a portare i libri contabili in tribunale e a costringere Pesenti a rendere conto di numerose operazioni finanziarie opache) prese tempo e, recatosi a Roma, chiese aiuto al potere politico e alla Banca d'Italia, rivendicando nei confronti del primo il ricambio del favore fatto con il salvataggio delle banche di Guglielmone, e sottolineando alla seconda il rischio di finanzieri avventurieri alla guida di grandi gruppi bancari.
Il potere politico, per bocca del ministro del tesoro Emilio Colombo, e quello bancario, tramite il governatore Guido Carli, di fatto posero un veto all'ascesa di Sindona al vertice di Italcementi, lasciandogli come unica facoltà quella di fissare il prezzo delle azioni da restituire a Pesenti: Sindona e Hambros chiesero 50 miliardi per le azioni che avevano rastrellato a circa 35.
Durante tale battaglia Pesenti fu costretto anche a liberarsi di attività che non poteva più seguire e la Lancia, che era in perdita di circa 40 miliardi, fu tra queste.
L'unico imprenditore disponibile a rilevare la casa automobilistica fu il proprietario della FIAT Gianni Agnelli, che diede a Pesenti trenta minuti per accettare l'offerta di acquisto di tutto il pacchetto della Lancia al prezzo di una lira ad azione.

### La trasformazione societaria di Italmobiliare e gli ultimi anni
Pesenti pagò in un'unica soluzione i 50 miliardi necessari a riacquisire il controllo societario di Italcementi; quasi dieci anni più tardi fu scoperto come tale denaro fosse entrato nella disponibilità dell'imprenditore bergamasco: esso era transitato tramite due finanziarie off-shore dalla Banca Provinciale Lombarda (come detto, controllata da Italmobiliare a sua volta controllata da Italcementi) a Pesenti che a sua volta lo aveva girato a Sindona e a Hambros in cambio delle azioni.

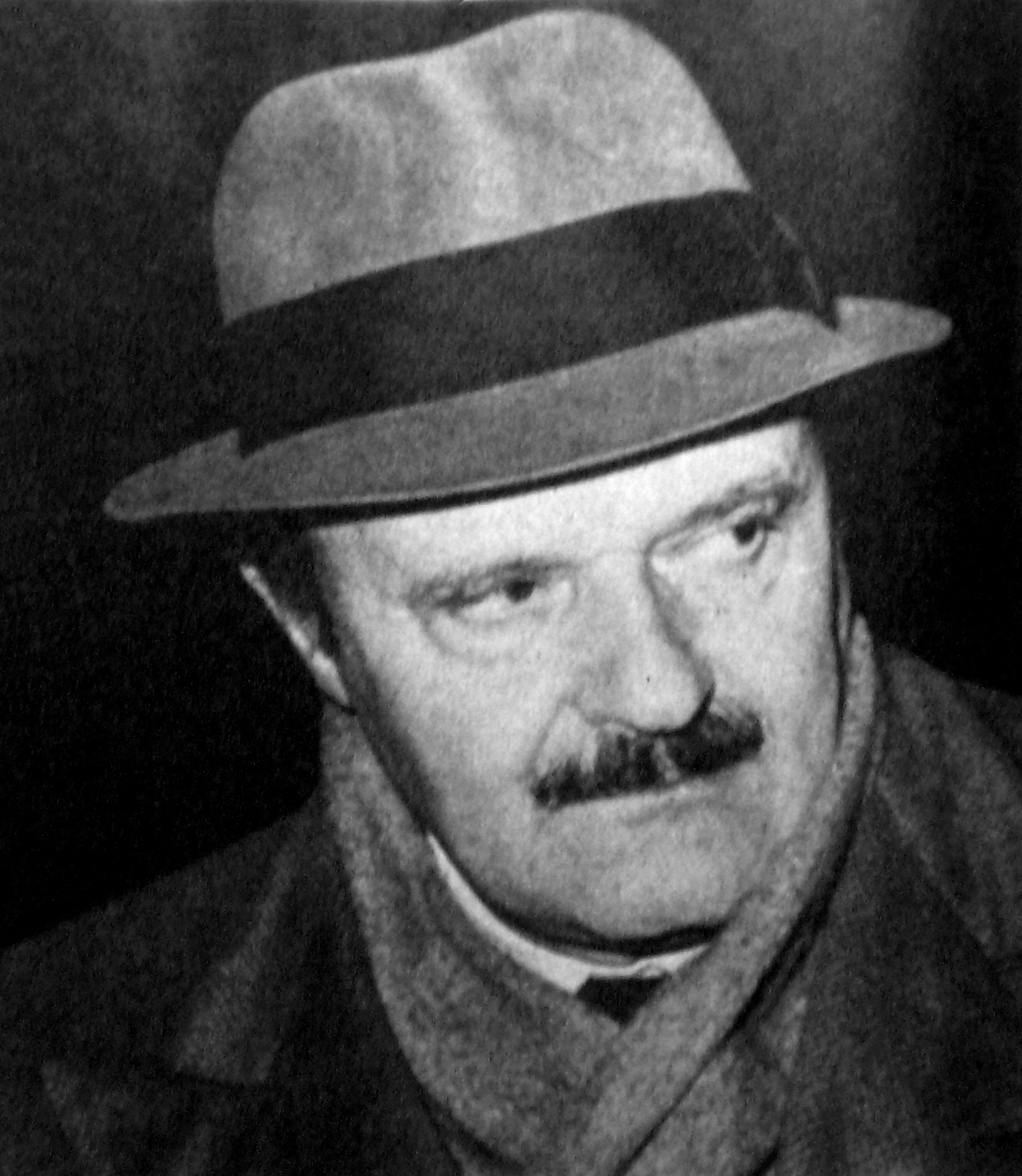
Roberto Calvi, socio in affari di Pesenti nei primi anni ottanta

La vicenda venne alla luce a fine anni settanta allorquando due dirigenti della BPL, Emilio Duchi, responsabile servizio titoli dell'istituto, e Gaetano Bianco, suo collaboratore, furono licenziati per una serie di episodi mai del tutto chiariti riguardanti presunti investimenti a rischio che avrebbero fatto perdere alla banca cifre quantificabili sull'ordine dei miliardi di lire, anche se mai specificato con esattezza quanti.
A inizio 1979 i due ex dirigenti presentarono un esposto alla procura di Milano con cui denunciavano la falsificazione di praticamente tutti gli esercizi contabili della BPL dal 1969 in avanti.
Secondo la ricostruzione che ne seguì, l'Istituto Bancario Italiano prestò nel 1969 20 miliardi alla Banca Provinciale Lombarda la quale prestò a sua volta 50 miliardi a due finanziarie italiane, delle quali Pesenti deteneva solo il 4% — il rimanente 96% facendo capo a due società con sede a Panama e a Vaduz (Liechtenstein) — le quali acquistarono i titoli Italcementi da Sindona e Hambros.
Le due finanziarie non rimborsarono mai il debito e la BPL, ogni anno, iscriveva a bilancio come «debito» la somma del debito iniziale più gli interessi a esso relativi.
Nel 1977 il debito era già di 150 miliardi di lire e nel 1978 di circa 180, quando giunse la denuncia dei due ex-dirigenti a mobilitare magistratura e Guardia di Finanza; per quanto riguarda le due finanziarie, invece, il debito dovuto nei confronti della BPL veniva, a ogni esercizio, compensato con un aumento del valore del pacchetto azionario detenuto.
Nel 1978 dette due finanziarie risultavano avere quindi un debito di 180 miliardi a fronte della detenzione di un pacchetto azionario dello stesso valore corrispondente al 40 per cento di Italcementi (laddove l'intera azienda era valutata in Borsa circa 160 miliardi).
Una volta uscita la notizia del debito, Pesenti si adoperò per trovare i 180 miliardi necessari per coprire l'ammanco in BPL ed evitare indagini e ricorsi, anche se non fu mai resa nota la provenienza di detto denaro.
A seguire, tentò di abbassare la soglia di controllo di Italcementi trasformando metà delle azioni ordinarie in privilegiate, che perdevano così il diritto di voto in assemblea, anche se tale innovazione fu partecipata solo dal 10 per cento degli azionisti e, infine, annunciò la vendita di un'azione di Italmobiliare agli azionisti di Italcementi in ragione di 1:2 (un'azione di Italmobiliare ogni due azioni possedute di Italcementi) a fronte del versamento di 10 000 lire per azione, operazione che portò in tasca a Pesenti, proprietario tramite le due finanziarie del 40 per cento delle azioni, una cifra di circa 20 miliardi.
Italmobiliare divenne, a quel punto, controllante di Italcementi da controllata che era fino ad allora ma ne ereditò anche il debito di 180 miliardi contratto per rimborsare BPL.
A quel punto il debito personale di Pesenti fu ribaltato su Italmobiliare che cedette il 79% di una banca di famiglia, il Credito Commerciale, al Monte dei Paschi e alla Banca Toscana a febbraio 1979 per l'ammontare di 230 miliardi utilizzati per il rimborso dei 180 miliardi citati all'ignoto finanziatore.
Nel 1980 Pesenti trovò un accordo con Roberto Calvi e il suo Banco Ambrosiano per una gestione congiunta delle due società detentrici dei titoli Italcementi e per gestire il rimborso dei 180 miliardi al BPL non pagabili direttamente in quanto la transazione sarebbe stata ingiustificata.
Nel prosieguo del nuovo decennio il gruppo capitanato da Pesenti, nonostante una buona capitalizzazione bancaria, dovette effettuare pesanti cessioni per fare fronte al sempre maggiore indebitamento, ormai difficile da coprire: nel 1982 vendette l'IBI alla Ca.Ri.P.Lo.
Ciò contribuì in minima parte a ridurre le sofferenze del gruppo che, a fine 1983, ammontavano a più di 800 miliardi di lire.
A luglio 1984 la BPL fu l'ultima delle tre banche di famiglia a essere ceduta, per un importo mai ufficialmente confermato di circa 480 miliardi di lire.
A tale data Pesenti era coinvolto anche nell'inchiesta della procura di Milano sul crack del Banco Ambrosiano di Calvi in quanto accusato di aver favorito — avendo permesso il parcheggio di 761 000 azioni della banca in una finanziaria di sua proprietà — l'aggiramento di una decisione assembleare che imponeva all'istituto di non ricomprare più di venti miliardi in azioni proprie, laddove invece Calvi e persone di sua fiducia erano arrivati a 55 miliardi.
Con l'ennesima cessione del gruppo, quella del quotidiano la Notte per circa 6 miliardi a fine agosto successivo, i debiti scesero a circa 520 miliardi.
A settembre Pesenti si recò in Canada per sottoporsi a controlli clinici al General Hospital di Montréal, avendo subìto già in passato un intervento cardiaco a Houston, negli Stati Uniti; durante il ricovero le sue condizioni peggiorarono all'improvviso e il 20 settembre 1984 cessò di vivere.
Alla sua morte rimanevano aperte sia l'inchiesta sul deposito illegale di azioni del Banco Ambrosiano che quella per appropriazione indebita sulla comunicazione societaria del millantato prestito in franchi svizzeri per giustificare l'esborso di 180 miliardi di lire verso la Banca Provinciale Lombarda.